# Giải BAFTA lần thứ 70
Giải thưởng Điện ảnh Viện Hàn lâm Anh quốc lần thứ 70, được biết đến nhiều hơn với tên gọi giải BAFTA hay tên tài trợ EE British Academy Film Awards, diễn ra ngày 12 tháng 2 năm 2017 tại Royal Albert Hall ở Luân Đôn, để tôn vinh những thành tựu xuất sắc nhất của điện ảnh nước Anh cũng như quốc tế trong năm 2016. Giải được trao bởi Viện Hàn lâm Nghệ thuật Điện ảnh và Truyền hình Anh quốc cho các phim chiếu rạp cũng như phim tài liệu của bất kỳ quốc gia nào, miễn là chúng từng được chiếu tại các rạp của Anh trong năm 2016.
Các đề cử được công bố vào ngày 10 tháng 2 năm 2017 bởi nam diễn viên Dominic Cooper và nữ diễn viên Sophie Turner. La La Land giành nhiều đề cử nhất (11). Arrival và Nocturnal Animals theo sau với 9 đề cử. Phim Anh Quốc I, Daniel Blake của Ken Loach và Fantastic Beasts and Where to Find Them giành 5 đề cử.
Sau khi nhận nhiều chỉ trích vì bỏ qua nhiều gương mặt từ các dân tộc thiểu số vào năm 2016, BAFTA công bố nhiều bước gia tăng sự đa dạng chủng tộc trong ngành công nghiệp điện ảnh và công việc làm phim. Dù vậy, cộng đồng người da màu, người châu Á và dân tộc thiểu số (BAME) vẫn chỉ trích dàn đề cử của mùa giải này. Cộng đồng BAME không xuất hiện trong các hạng mục đạo diễn và diễn viên, ngoại trừ điểm nhấn là đạo diễn Barry Jenkins cho Moonlight và Denzel Washington trong Fences.
Tại buổi lễ, La La Land thắng nhiều giải nhất (5), bao gồm "Phim hay nhất", "Đạo diễn xuất sắc nhất" cho Damien Chazelle, "Nữ diễn viên chính xuất sắc nhất" cho Emma Stone, "Quay phim xuất sắc nhất" cho Linus Sandgren và "Nhạc phim hay nhất" cho Justin Hurwitz. Manchester by the Sea và Lion mỗi phim giành hai giải. Kenneth Lonergan thắng giải "Kịch bản gốc hay nhất" và Casey Affleck giành giải "Nam diễn viên chính xuất sắc nhất" cho Manchester by the Sea, trong khi Luke Davies thắng giải "Kịch bản chuyển thể hay nhất" và Dev Patel thắng giải "Nam diễn viên phụ hay nhất" trong Lion. Ngoài ra, Viola Davis còn thắng giải "Nữ diễn viên phụ hay nhất" cho vai diễn trong Fences và Mel Brooks được vinh danh giải BAFTA Fellowship cho cống hiến của ông tới ngành điện ảnh.

## Buổi lễ
Chương trình phát sóng trên BBC One lúc 9 giờ tối UTC, gần 2 giờ sau khi buổi lễ kết thúc. Stephen Fry trở lại làm người chủ trì, là lần thứ 12 tại giải thưởng này. Buổi lễ diễn ra tại Royal Albert Hall lần đầu tiên kể từ năm 1997; là nơi tổ chức trao giải từ năm 2008, Royal Opera House được tân trang lại vào mùa giải này.
Nhạc công Sheku Kanneh-Mason trình diễn độc tấu ca khúc "Hallelujah" của Leonard Cohen trong phần In Memoriam. Những nhân vật được tưởng nhớ trong In Memoriam gồm Gene Wilder, Garry Marshall, Sue Gibson, Kenny Baker, Tony Dyson, Peter Shaffer, Paul Lewis, Michael White, Ken Adam, Guy Hamilton, Debbie Reynolds, Carrie Fisher, Abbas Kiarostami, Jim Clark, Simon Relph, Douglas Slocombe, Anton Yelchin, Robin Hardy, David Rose, Curtis Hanson, Clare Wise, Om Puri, Alec McCowen, Emmanuelle Riva, Andrzej Wajda, Michael Cimino, Antony Gibbs và Sir John Hurt.

## Giải thưởng và đề cử

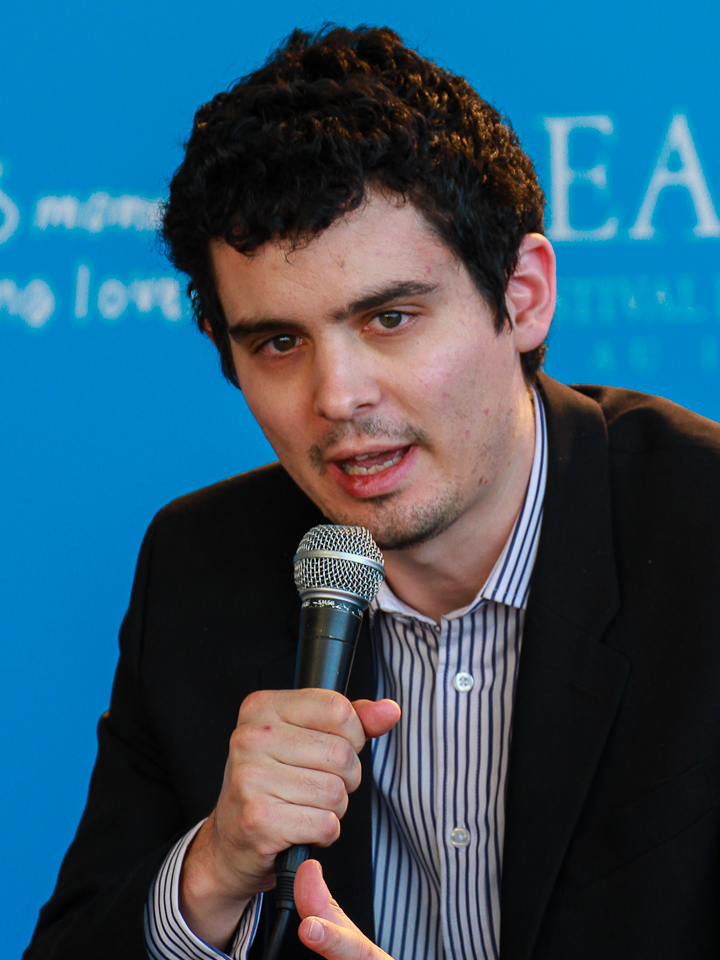
Damien Chazelle, thắng giải "Đạo diễn xuất sắc nhất"
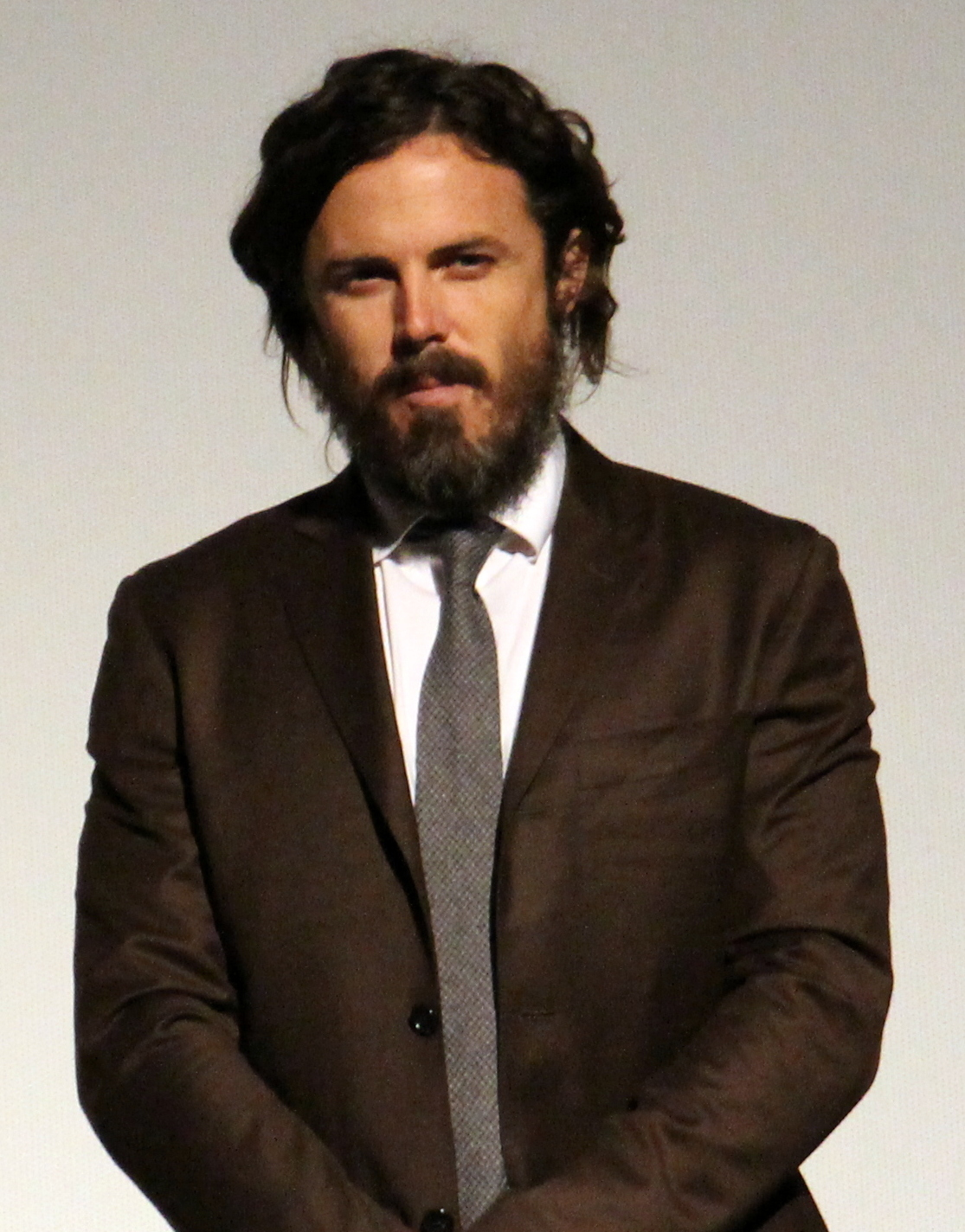
Casey Affleck thắng giải "Nam diễn viên xuất sắc nhất"
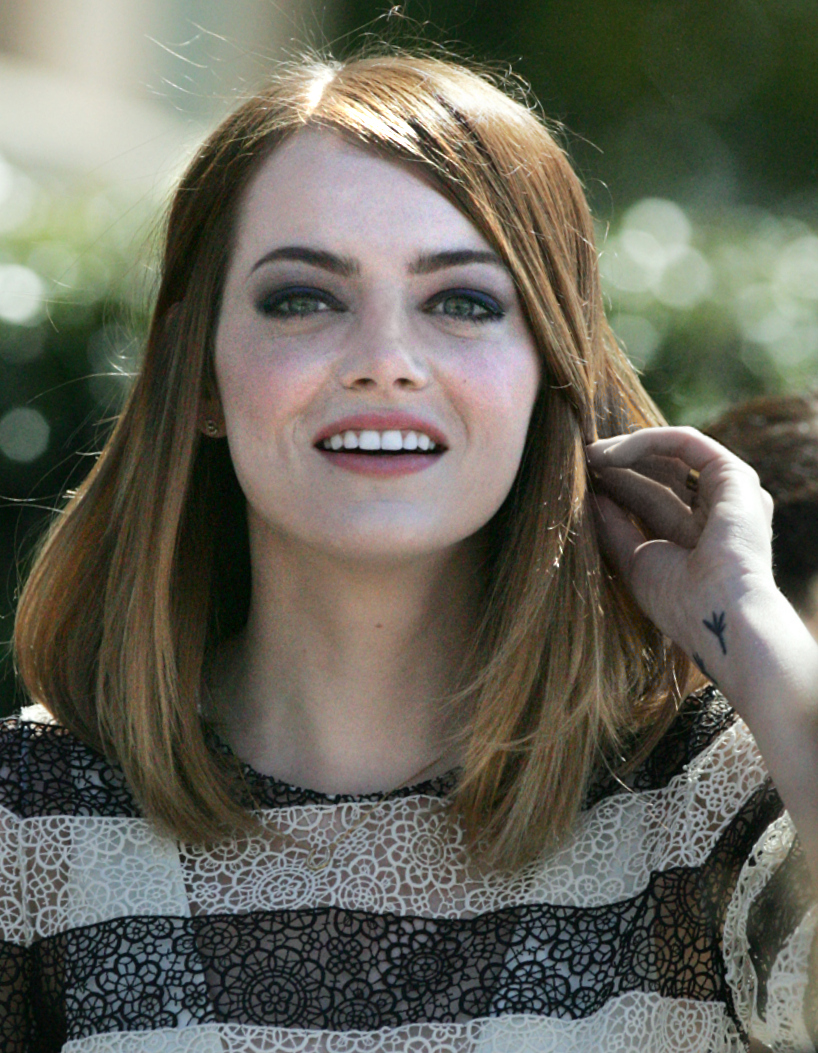
Emma Stone thắng giải "Nữ diễn viên xuất sắc nhất"
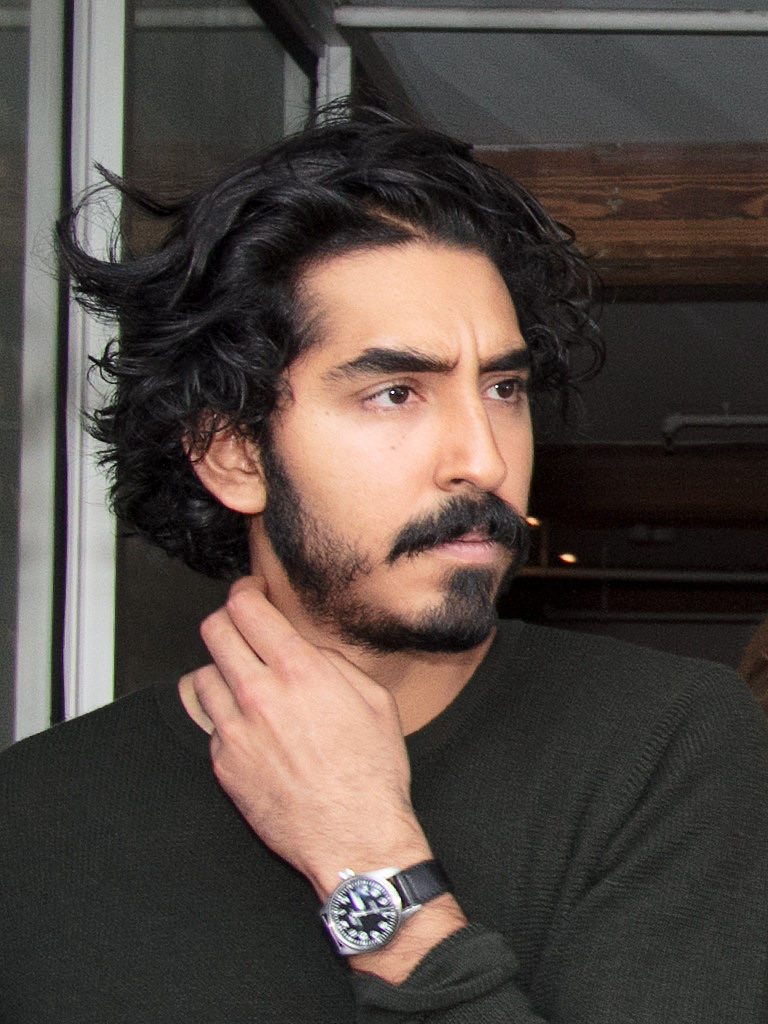
Dev Patel thắng giải "Nam diễn viên phụ xuất sắc nhất"
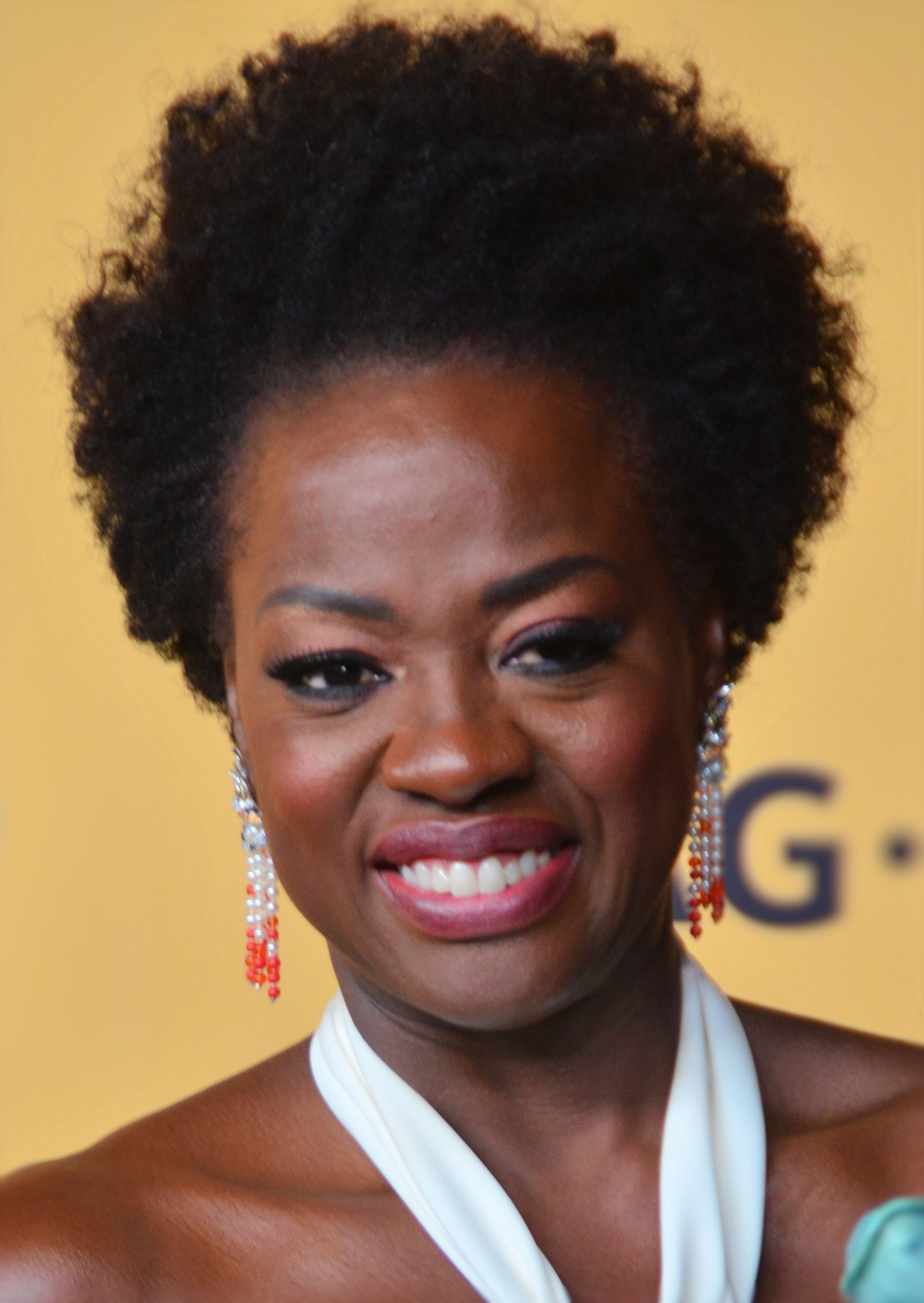
Viola Davis thắng giải "Nữ diễn viên phụ xuất sắc nhất"

Đề cử của buổi lễ được công bố ngày 10 tháng 1 năm 2017. Người thắng giải được công bố ngày 12 tháng 2 năm 2017.

### BAFTA Fellowship
- Mel Brooks

### Cống hiến lớn đến ngành điện ảnh
- Curzon

| Phim hay nhất | Đạo diễn xuất sắc nhất |
| --- | --- |
| La La Land – Fred Berger, Jordan Horowitz và Marc Platt - Arrival – Dan Levine, Shawn Levy, David Linde và Aaron Ryder - I, Daniel Blake – Rebecca O'Brien - Manchester by the Sea – Lauren Beck, Matt Damon, Chris Moore, Kimberly Steward và Kevin J. Walsh - Moonlight – Dede Gardner, Jeremy Kleiner và Adele Romanski | Damien Chazelle – La La Land - Tom Ford – Nocturnal Animals - Ken Loach – I, Daniel Blake - Kenneth Lonergan – Manchester by the Sea - Denis Villeneuve – Arrival |
| Nam diễn viên chính xuất sắc nhất | Nữ diễn viên chính xuất sắc nhất |
| Casey Affleck – Manchester by the Sea vai Lee Chandler - Andrew Garfield – Hacksaw Ridge vai Desmond T. Doss - Ryan Gosling – La La Land vai Sebastian Wilder - Jake Gyllenhaal – Nocturnal Animals vai Edward Sheffield / Tony Hastings - Viggo Mortensen – Captain Fantastic vai Ben Cash | Emma Stone – La La Land vai Mia Dolan - Amy Adams – Arrival vai Dr. Louise Banks - Emily Blunt – The Girl on the Train vai Rachel Watson - Natalie Portman – Jackie vai Jackie Kennedy - Meryl Streep – Florence Foster Jenkins vai Florence Foster Jenkins |
| Nam diễn viên phụ xuất sắc nhất | Nữ diễn viên phụ xuất sắc nhất |
| Dev Patel – Lion vai Saroo Brierley - Mahershala Ali – Moonlight vai Juan - Jeff Bridges – Hell or High Water vai Marcus Hamilton - Hugh Grant – Florence Foster Jenkins vai St. Clair Bayfield - Aaron Taylor-Johnson – Nocturnal Animals vai Ray Marcus | Viola Davis – Fences vai Rose Maxson - Naomie Harris – Moonlight vai Paula - Nicole Kidman – Lion vai Sue Brierley - Hayley Squires – I, Daniel Blake vai Katie Morgan - Michelle Williams – Manchester by the Sea vai Randi |
| Kịch bản gốc xuất sắc nhất | Kịch bản chuyển thể xuất sắc nhất |
| Kenneth Lonergan – Manchester by the Sea - Damien Chazelle – La La Land - Barry Jenkins – Moonlight - Paul Laverty – I, Daniel Blake - Taylor Sheridan – Hell or High Water | Luke Davies – Lion - Tom Ford – Nocturnal Animals - Eric Heisserer – Arrival - Theodore Melfi và Allison Schroeder – Hidden Figures - Robert Schenkkan và Andrew Knight – Hacksaw Ridge |
| Quay phim xuất sắc nhất | Đạo diễn, Biên kịch, Nhà sản xuất đầu tay người Anh nổi bật |
| Linus Sandgren – La La Land - Bradford Young – Arrival - Giles Nuttgens – Hell or High Water - Greig Fraser – Lion - Seamus McGarvey – Nocturnal Animals | Babak Anvari (Biên kịch/Đạo diễn), Emily Leo, Oliver Roskill và Lucan Toh (Sản xuất) – Under the Shadow - Mike Carey và Camille Gatin (Sản xuất) – The Girl with All the Gifts - George Amponsah (Biên kịch/Đạo diễn/Sản xuất) và Dionne Walker (Biên kịch/Sản xuất) – The Hard Stop - Peter Middleton (Biên kịch/Đạo diễn/Sản xuất), James Spinney (Biên kịch/Đạo diễn) và Jo-Jo Ellison (Sản xuất) – Notes on Blindness - John Donnelly (Biên kịch) và Ben A. Williams (Đạo diễn) – The Pass |
| Phim Anh hay nhất | Phim tài liệu hay nhất |
| I, Daniel Blake – Ken Loach, Rebecca O'Brien và Paul Laverty - American Honey – Andrea Arnold, Lars Knudsen, Pouya Shahbazian và Jay Van Hoy - Denial – Gary Foster, Russ Krasnoff và David Hare - Fantastic Beasts and Where to Find Them – David Yates, David Heyman, Steve Kloves, J. K. Rowling và Lionel Wigram - Notes on Blindness – Peter Middleton, James Spinney, Mike Brett, Jo-Jo Ellison và Steve Jamison - Under the Shadow – Babak Anvari, Emily Leo, Oliver Roskill và Lucan Toh | 13th – Ava DuVernay - The Beatles: Eight Days a Week – Ron Howard - The Eagle Huntress – Otto Bell và Stacey Reiss - Notes on Blindness – Peter Middleton và James Spinney - Weiner – Josh Kriegman và Elyse Steinberg |
| Nhạc phim hay nhất | Âm thanh xuất sắc nhất |
| La La Land – Justin Hurwitz - Arrival – Jóhann Jóhannsson - Jackie – Mica Levi - Lion – Dustin O'Halloran và Hauschka - Nocturnal Animals – Abel Korzeniowski | Arrival – Sylvain Bellemare, Claude La Haye và Bernard Gariépy Strobl - Deepwater Horizon – Dror Mohar, Mike Prestwood Smith, Wylie Stateman và David Wyman - Fantastic Beasts and Where to Find Them – Niv Adiri, Glenn Freemantle, Simon Hayes, Andy Nelson và Ian Tapp - Hacksaw Ridge – Peter Grace, Robert Mackenzie, Kevin O'Connell và Andy Wright - La La Land – Mildred Iatrou Morgan, Ai-Ling Lee, Steve A. Morrow và Andy Nelson                                                    |
| Thiết kế sản xuất xuất sắc nhất | Hiệu ứng hình ảnh đặc biệt xuất sắc nhất |
| Fantastic Beasts and Where to Find Them – Stuart Craig và Anna Pinnock - Doctor Strange – Charles Wood and John Bush - Hail, Caesar! – Jess Gonchor và Nancy Haigh - La La Land – David và Sandy Reynolds-Wasco - Nocturnal Animals – Shane Valentino và Meg Everist | The Jungle Book – Robert Legato, Dan Lemmon, Andrew R. Jones và Adam Valdez - Arrival – Louis Morin - Doctor Strange – Richard Bluff, Stephane Ceretti, Paul Corbould và Jonathan Fawkner - Fantastic Beasts and Where to Find Them – Tim Burke, Pablo Grillo, Christian Manz và David Watkins - Rogue One: A Star Wars Story – Neil Corbould, Hal Hickel, Mohen Leo, John Knoll và Nigel Sumner                                                                                               |
| Thiết kế phục trang xuất sắc nhất | Hoá trang và làm tóc xuất sắc nhất |
| Jackie – Madeline Fontaine - Allied – Joanna Johnston - Fantastic Beasts and Where to Find Them – Colleen Atwood - Florence Foster Jenkins – Consolata Boyle - La La Land – Mary Zophres | Florence Foster Jenkins – J. Roy Helland và Daniel Phillips - Doctor Strange – Jeremy Woodhead - Hacksaw Ridge – Shane Thomas - Nocturnal Animals – Donald Mowat và Yolanda Toussieng - Rogue One: A Star Wars Story – Amanda Knight, Neal Scanlan và Lisa Tomblin |
| Dựng phim xuất sắc nhất | Phim không nói tiếng Anh hay nhất |
| Hacksaw Ridge – John Gilbert - Arrival – Joe Walker - La La Land – Tom Cross - Manchester by the Sea – Jennifer Lame - Nocturnal Animals – Joan Sobel | Son of Saul – László Nemes và Gábor Sipos - Dheepan – Jacques Audiard và Pascal Caucheteux - Julieta – Pedro Almodóvar - Mustang – Deniz Gamze Ergüven và Charles Gillibert - Toni Erdmann – Maren Ade và Janine Jackowski |
| Phim hoạt hình hay nhất | Phim hoạt hình ngắn hay nhất |
| Kubo and the Two Strings – Travis Knight - Finding Dory – Andrew Stanton - Moana – Ron Clements và John Musker - Zootopia – Byron Howard và Rich Moore | A Love Story – Khaled Gad, Anushka Kishani Naanayakkara và Elena Ruscombe-King - The Alan Dimension – Jac Clinch, Jonathan Harbottle và Millie Marsh - Tough – Jennifer Zheng |
| Phim ngắn hay nhất | Giải Ngôi sao triển vọng BAFTA |
| Home – Shpat Deda, Afolabi Kuti, Daniel Mulloy và Scott O'Donnell - Consumed – Richard John Seymour - Mouth of Hell – Bart Gavigan, Samir Mehanović, Ailie Smith, Michael Wilson - The Party – Farah Abushwesha, Emmet Fleming, Andrea Harkin và Conor MacNeill - Standby – Jack Hannon và Charlotte Regan | Tom Holland - Laia Costa - Lucas Hedges - Ruth Negga - Anya Taylor-Joy |

## Phân tích
Thắng nhiều nhất
- 5 giải La La Land
- 2 giải Lion và Manchester by the Sea

Đề cử nhiều nhất
- 11 đề cử La La Land
- 9 đề cử Arrival và Nocturnal Animals
- 6 đề cử Manchester by the Sea
- 5 đề cử Fantastic Beasts and Where to Find Them, Hacksaw Ridge, I, Daniel Blake và Lion
- 4 đề cử Florence Foster Jenkins và Moonlight
- 3 đề cử Doctor Strange, Hell or High Water, Jackie và Notes on Blindness
- 2 đề cử Rogue One: A Star Wars Story và Under the Shadow